# Christian Baccuet
Christian Baccuet, né le 23 décembre 1963 à Alès, est un pasteur français. Depuis 2025, il est président du Conseil national de l'Église protestante unie de France.

## Biographie
Christan Baccuet nait à Alès. Il fait des études d'histoire à Lyon puis de théologie à l'Institut protestant de théologie, à Paris puis à Montpellier. Il est marié et père de trois enfants.
En 1991, il est consacré au ministère pastoral, dans l'Église réformée de France. Il est pasteur de 1991 à 1998 dans la paroisse de Nevers — Moulins, puis de 1998 à 2007 au Vésinet,. Intéressé par l'œcuménisme, il rejoint en 2006 le Groupe des Dombes.
Il est président de la Commission des ministères de 2007 à 2017. Il soutient en 2017 une thèse de doctorat intitulée Le ministère, nœud gordien de l’œcuménisme ? La question des ministères dans les dialogues théologiques internationaux entre les Églises luthériennes et réformées et l’Église catholique sous la direction d'André Birmelé, à la faculté de théologie protestante de Strasbourg. 
Il est pasteur de la paroisse de Pentemont-Luxembourg de 2017 à 2025. En 2022, il préside le culte de l'assemblée du Désert, dans les Cévennes, dont le thème est « Commémorer la Saint-Barthélemy ?, » Le Conseil national de l'Église protestante unie de France l'élit à sa présidence en mai 2025. Il succède à la pasteure Emmanuelle Seyboldt.

## Publications
- « Le ministère, nœud gordien de l’œcuménisme ? », Études théologiques et religieuses, 95e année, 2020/1, p. 135-148.
- « Un regard protestant sur la liturgie d’ordination d’un prêtre catholique », dans Jean-François Chiron et Anne-Noëlle Clément (dir.), Les ministères aujourd’hui, Lyon, Profac-Théo, 2019, p. 95-112.
- « Un regard protestant sur la liturgie d’ordination d’un prêtre catholique », Unité des Chrétiens, n° 190, avril 2018, p. 20-27.
- « La formation des pasteurs », Fraternité d’Abraham, n° 159, octobre 2013, p. 80-84.